# Бои при монастыре Комана
Бои при монастыре Комана — бои Русско-турецкой войны 1768—1774 годов, произошедшие 12 — 14 декабря 1769 года во время кампании в Приднестровье, Молдавии и Валахии.

## История
В октябре 1769 года основные силы российской 1-й армии разместились между Бугом и Днестром на зимние квартиры, но кампания на этом не закончилась. 31 октября в Молдавию был направлен корпус генерал-поручика Х. Ф. Штофельна из 5 полков, который в ноябре овладел основной частью Молдавии до Галаца, где был взят в плен назначенный турками молдавский господарь К. Маврокордато. В бою у Галаца отличился отряд подполковника Ф. И. Фабрициана, который первым был удостоен ордена Св. Георгия 3-й степени. 21 ноября русские заняли Бухарест, пленив валашского господаря Григория III Гику. 
Затем Штофельн получил приказ с большей частью своего отряда овладеть Браиловым. В то время, как он готовился выступить к этой крепости, турки в начале декабря предприняли с двух сторон вторжение в Валахию. Из Рущука к Бухаресту двинулся Сулейман-ага с десятитысячным отрядом, а из Браилова по направлению Фокшан выступил сераскир Абда-паша с 2800 человек.
Штофельн отменил свой поход к Браилову и послал навстречу туркам отряды подполковника Н. А. Каразина, майора Анрепа и генерал-майора А. Г. Замятина, выступив следом из Ясс с главными силами.
Отряд подполковника Н. А. Каразина (800 человек), вышедший из Бухареста в направлении Журжи, пройдя монастырь Комана (сейчас в селе Комана), расположенный в лесу у реки Клинешти, столкнулся с главными силами Сулеймана-аги (8000 человек) и был вынужден отступить, укрывшись за его каменными стенами. Сулейман-ага, не имевший пушек, осадил монастырь и стал дожидаться подвоза орудий.
Майор Анреп, пришедший 11 декабря со своим отрядом в 350 человек егерей и двумя орудиями в Бухарест, двинулся оттуда на выручку Каразина. На рассвете 14 декабря в длинном ущелье недалеко от Команы его отряд был окружён превосходящими силами османов (2800 человек) и в течение шести часов отражал их атаки. Остатки отряда, израсходовав все патроны и потеряв только убитыми 135 человек, в том числе своего командира, и обе пушки, пробились к отряду генерал-майора Замятина, подошедшему 14 декабря в Бухарест.
Несмотря на успех в деле против отряда Анрепа, Сулейман-ага, так и не добившийся капитуляции русского гарнизона монастыря Комана, быстро двинулся к Фокшанам, чтобы, соединившись с отрядом Абда-паши, отрезать от Ясс русский бухарестский отряд и разбить его.